# 1. Līga 2006
La 1. Līga 2006 è stata la 15ª edizione della seconda divisione del calcio lettone dalla ritrovata indipendenza. L'Olimps ha vinto il campionato, ottenendo la promozione in massima serie.

## Stagione

### Novità
Il campionato rimase a 16 squadre e, a differenza dell'anno precedente, il formato rimase fino alla fine, senza ritiri a campionato in corso. Entrambe le squadre promosse si iscrissero regolarmente alla Virslīga 2006, mentre delle due retrocesse il Venta non si iscrisse. Delle due squadre promosse dalla 2. Līga, solo l'Abuls Smiltene si iscrisse. Lo Zibens/Zemessardze divenne la formazione riserve del Dinaburg. Gli altri club neo iscritti furono la formazione riserve del Ditton (squadra appena promossa in massima serie), il Tranzit, l'Eirobaltija Rīga (che aveva già avuto la possibilità di iscriversi l'anno precedente, ma aveva rinunciato) e il Multibanka Rīga, nome in precedenza usato dalla formazione riserve dello Skonto.

### Formula
Le sedici squadre partecipanti si affrontavano in turni di andata e ritorno per un totale di 30 incontri per squadra. La vincitrice veniva promossa in Virslīga 2007, la seconda partecipava ai play-off contro la penultima di Virslīga, mentre le ultime classificate erano retrocesse in 2. Līga. Le formazioni riserve di squadre non potevano però essere promosse, per cui non se ne teneva conto per stabilire i club da promuovere.
Erano assegnati tre punti per la vittoria, uno per il pareggio e zero per la sconfitta. In caso di arrivo in parità si teneva conto della classifica avulsa.

## Squadre partecipanti
| Club                 | Città      | Stagione precedente                                                                    |
| -------------------- | ---------- | -------------------------------------------------------------------------------------- |
| Abus Smiltene        | Smiltene   | 1º nel girone Vidzeme di 2. Līga, perde la finale, promosso.                           |
| Alberts FK           | Rīga       | 13° in 1. Līga                                                                         |
| Auda Ķekava          | Rīga       | 12° in 1. Līga                                                                         |
| Dinaburg-Zemessardze | Ilūkste    | 10° in 1. Līga                                                                         |
| Ditton-2             | Daugavpils | Squadra neo-iscritta come formazione riserve di club della Virslīga                    |
| Eirobaltija Rīga     | Rīga       | Nato dalla scissione con il Riga-2, club con cui si era fuso nella stagione precedente |
| Jelgava              | Jelgava    | 11° in 1. Līga                                                                         |
| Jurmala-2            | Rīga       | 9° in 1. Līga                                                                          |
| Metalurgs Liepāja-2  | Liepāja    | 4° in 1. Līga                                                                          |
| Multibanka Rīga      | Rīga       | Club di nuova istituzione                                                              |
| Olimps Rīga          | Rīga       | 7° in Virslīga, perde i play-off                                                       |
| Rīga-2               | Rīga       | 8° in 1. Līga                                                                          |
| Skonto-2             | Rīga       | 1° in 1. Līga                                                                          |
| Tranzit              | Ventspils  | Club di nuova istituzione                                                              |
| Valmiera             | Valmiera   | 6° in 1. Līga                                                                          |
| Ventspils-2          | Ventspils  | 2° in 1. Līga                                                                          |

## Classifica finale
|  | Pos. | Squadra              | Pt | G  | V  | N | P  | GF  | GS  | DR   |
|  | ---- | -------------------- | -- | -- | -- | - | -- | --- | --- | ---- |
|  | 1.   | Olimps Rīga          | 80 | 30 | 26 | 2 | 2  | 111 | 15  | +96  |
|  | 2.   | Ditton-2             | 70 | 30 | 21 | 7 | 2  | 88  | 24  | +64  |
|  | 3.   | Skonto-2             | 65 | 30 | 20 | 5 | 5  | 78  | 23  | +55  |
|  | 4.   | Ventspils-2          | 64 | 30 | 20 | 4 | 6  | 108 | 25  | +83  |
|  | 5.   | FK "Rīga-2"          | 54 | 30 | 17 | 3 | 10 | 74  | 44  | +30  |
|  | 6.   | Dinaburg-Zemessardze | 51 | 30 | 16 | 3 | 11 | 61  | 51  | +10  |
|  | 7.   | Valmiera             | 46 | 30 | 13 | 7 | 10 | 50  | 53  | -3   |
|  | 8.   | Metalurgs Liepāja-2  | 45 | 30 | 13 | 6 | 11 | 68  | 48  | +20  |
|  | 9.   | Jelgava              | 42 | 30 | 12 | 6 | 12 | 53  | 49  | +4   |
|  | 10.  | Eirobaltija          | 40 | 30 | 11 | 7 | 12 | 50  | 40  | +10  |
|  | 11.  | Jūrmala-2            | 35 | 30 | 10 | 5 | 15 | 86  | 74  | +12  |
|  | 12.  | Tranzit              | 28 | 30 | 8  | 4 | 18 | 37  | 88  | -51  |
|  | 13.  | Multibanka           | 27 | 30 | 7  | 6 | 17 | 34  | 58  | -24  |
|  | 14.  | Auda Ķekava          | 17 | 30 | 5  | 2 | 23 | 28  | 79  | -51  |
|  | 15.  | Alberts FK           | 16 | 30 | 4  | 4 | 22 | 32  | 114 | -82  |
|  | 16.  | Abuls Smiltene       | 4  | 30 | 1  | 1 | 28 | 18  | 191 | -173 |

## Verdetti finali
- Olimps Riga promosso in Virslīga 2007.
- Valmiera ammesso ai play-off da cui uscì sconfitto.
- Alberts e Abuls Smiltene retrocessi in 2. Līga.